# Piet Meyer Verlag
Die Piet Meyer Verlag AG war ein unabhängiger Schweizer Buchverlag mit Hauptsitz in Bern und Nebensitz in Wien. Er veröffentlichte Schriften über bildende Künstler und Kunstgeschichte.

## Geschichte
Der Verlag wurde 2007 in Basel von Piet Meyer (* 1953 in Zürich) gegründet, seit 2010 gab es ein weiteres Verlagsbüro in Wien. Der Schweizer Verleger, Sohn des Kunsthistorikers Franz Meyer, ist Ethnologe und Kunsthistoriker, lebte in Paris, war mehrere Jahre in Afrika unterwegs und ist ein ausgewiesener Kenner der alten Kunst des Schwarzen Kontinents. Sein Verlag, den er als Quereinsteiger gegründet hatte und weitgehend als Einmannbetrieb leitete, ging mit der Reihe KleineBibliothek und zwei Büchern an den Start. Bereits nach einem Jahr kam die NichtSoKleineBibliothek hinzu, 2010 folgte die KapitaleBibliothek. Die Reihen unterscheiden sich hinsichtlich ihres Umfangs und Formats, bleiben aber alle textorientiert und kleinformatig im Vergleich zu den Bildbänden anderer, großer Kunstverlage. Gemeinsam ist allen Verlagspublikationen die sorgfältige Edierung und die hochwertige Ausstattung der Bücher, die zahlreiche farbige Abbildungen haben. Der Verlag nahm regelmäßig an den Buchmessen in Frankfurt und Leipzig sowie an der Independent-Messe "BuchQuartier" in Wien teil.
Im September 2021 teilte der Verleger auf seiner Homepage mit, dass er das aktive Geschäft beendet und die Bücher noch bis 2023 im Angebot behält.

## Titelauswahl
KleineBibliothek
- Bei Auguste Rodin in Paris – 1905 / Georg Simmel, 2007
- Zu Besuch bei Edvard Munch in Ekely – 1927 / Curt Glaser, 2007
- Mein Bruder Auguste Renoir – Der Brief von 1879 / Edmond Renoir, 2007
- Erinnerungen an Chaïm Soutine – 1944 / Andrée Collié, 2008
- Mit Henri Matisse in Paris – 1931 / Gerhard Jedlicka, 2008
- Im Nu des Perfekten. Werke von James Lee Byars und 100 Haiku für jetzt / Heinrich Heil, 2010
- Besuch bei Camille Bombois – dem Jahrmarktartisten, Ringer und Künstler / Boris Vian, 2012
- Stunden mit Wols – 1947 / Ione Robinson, 2013

NichtSoKleineBibliothek
- Francis Bacon – Michel Leiris. Eine Freundschaft / Michael Peppiatt, 2009
- Pablo Picasso in Zürich – 1932 / Sigfried Giedion, 2010
- Ein Gespräch mit Louise Bourgeois / Donald Kuspit, 2011
- Paul Klee – Frühe Begegnung / Walter Mehring, 2011
- Jackson Pollock – Freund, Kollege, Vorbild / Barnett Newman, 2012
- Erinnerungen an Edgar Degas / Ambroise Vollard, 2012
- Louise Bourgeois: Moi, Eugénie Grandet / Jean Frémon, 2013
- Ein Gespräch mit Philip Guston / David Sylvester, 2013
- Ernst Ludwig Kirchner / Eberhard Grisebach, 2014

KapitaleBibliothek
- Pablo Picasso – Malerei ist nie Prosa. Ein Porträt / Mary A. Caws, 2011
- Meine Ehe mit Marcel Duchamp / Lydie Fischer Sarazin-Levassor, 2010
- Gespräche in der Nacht – Francis Bacon über seine Arbeit / Michael Peppiatt, 2011
- Mann mit blauem Schal. Ich saß für Lucian Freud / Martin Gayford, 2011
- A Bigger Message. Gespräche mit David Hockney / Martin Gayford, 2012
- Die leere Wand – Museumsdiebstahl. Der Fall der zwei Turner-Bilder / Sandy Nairne, 2012
- Ref/verenz – Zeitgenössische Wahlverwandtschaften / Simon Grant (Hg.), 2013
- Alfred Jarry. Ein pataphysisches Leben / Alastair Brotchie, 2014
- Zeichen. Köpfe. Gesten / Henri Michaux, 2014
- Leigh Bowery. Verwandlungskünstler / Angela Stief (Hg.), 2015
- The Art Spirit. Der Weg zur Kunst / Robert Henri, 2015
- Das Gelbe Haus. Van Gogh, Gauguin. Neun turbulente Wochen in Arles / Martin Gayford, 2015
- Im Hotel Régina. Alberto Giacometti vor Henri Matisse. Letzte Bildnisse / Casimiro di Crescenzo, 2015
- 16 Klassiker der Kunstgeschichte. Von Ernst Gombrich bis Erwin Panofsky. Von Hans Belting bis Rosalind Krauss / Richard Shone und John-Paul Stonard (Hg.), 2015